# Vígľaš (geomorfologická část)
Vígľaš je geomorfologickou částí Nízkého Vtáčnika.  Leží v její západní části, přibližně 10 km severně od města Žarnovica v Žarnovickém okrese. 

## Polohopis
Vrchovina se nachází v centrální části pohoří Vtáčnik, v západní polovině jeho podcelku Nízký Vtáčnik. Leží mezi obcemi Ostrý Grúň a Kľak na východě, Župkov a Píla na jihu a Velké Pole na západě. V rámci pohoří sousedí Vígľaš na severu s podcelkem Vysoký Vtáčnik, na východě s geomorfologickou částí Ostrogrúnska kotlina (podcelek Nízkého Vtáčnika), na jihu s částí Župkovská vrchovina (podcelek Župkovské brázdy) a západně navazuje Velkopolská vrchovina, část podcelku Rázdiel v pohoří Tribeč. 
Ze severu na jihovýchod směřují vodní toky, odvádějící přebytečnou vodu z této části pohoří. Prakticky celé území je v povodí říčky Kľak, která zde přibírá několik menších vodních toků, mezi nimi Župkovský potok, Vicianov a Čierny potok. 

## Chráněná území
Severní polovina vrchoviny patří do Chráněné krajinné oblasti Ponitrie.Zvláště chráněnou lokalitou je přírodní památka Ostrovica, zabírající část skalnatých masivu stejnojmenného vrchu, ležícího na východním okraji území, nad obcí Kľak. 

## Turismus
Tato část pohoří je částečně ve stínu Vysokého Vtáčnika, jehož atraktivní hlavní hřeben leží severozápadně. Tímto směrem vedou i značené chodníky ze sousedních obcí Vígľaša. Na východním okraji je zajímavým cílem skalnatý vrch Ostrovica s stejnojmennou přírodní památkou. Okolní terény využívají horští cyklisté a v blízkosti obce Kľak je lyžařský vlek.

### Vybrané vrchy
- Javorinka (938 m n. m.)
- Markov vrch (937 m n. m.)
- Vígľaš (911 m n. m.)
- Ostrovica (855 m n. m.)
- Klenový vrch (766 m n. m.) [2]

### Turistické trasy
- po  žluté značce z obce Ostrý Grúň Klenovou dolinou na Rúbaný vrch (1097 m n. m.), napojení na  červeně značenou Ponitranskou magistrálu
- po  modré značce z obce Píla přes Búriov štál na rozcestí pod vrchem Tatra (napojení na  červeně značenou Ponitranskou magistrálu) [2]